# Fijaš
Fijaš és un poble i municipi d'Eslovàquia. Es troba a la regió de Prešov, al nord del país.

## Història
La primera referència escrita de la vila data del 1414.

## Demografia
| Godina             | 1994 | 2004   | 2014   | 2024   |
| ------------------ | ---- | ------ | ------ | ------ |
| Nombre de persones | 158  | 151    | 141    | 138    |
| Diferència         |      | −4,43% | −6,62% | −2,12% |

| Godina             | 2023 | 2024   |
| ------------------ | ---- | ------ |
| Nombre de persones | 143  | 138    |
| Diferència         |      | −3,49% |